# Нехояшу
Нехояшу (рум. Nehoiașu) — село у повіті Бузеу в Румунії. Адміністративно підпорядковане місту Нехою.
Село розташоване на відстані 111 км на північ від Бухареста, 51 км на північний захід від Бузеу, 135 км на захід від Галаца, 59 км на південний схід від Брашова.

## Населення
За даними перепису населення 2002 року у селі проживали 400 осіб, усі — румуни. Усі жителі села рідною мовою назвали румунську.